# Sara Kestelman

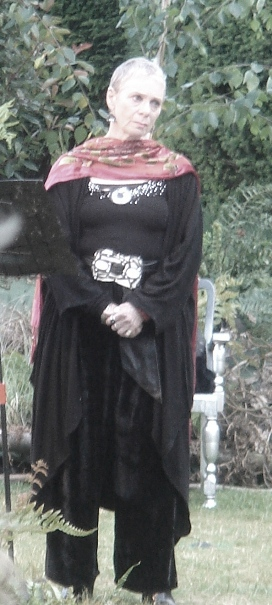
Sara Kestelman (2008)

Sara Kestelman, manchmal auch Sarah Kestelman, (* 12. Mai 1944 in London) ist eine britische Schauspielerin mit Charakterrollen im Film, Fernsehen und dem Theater. International bekannt wurde sie vor allem durch ihre Rollen in den Kinoproduktionen Zardoz, Lisztomania oder Lady Jane – Königin für neun Tage.

## Leben und Karriere
Kestelman begann ihre Schauspielkarriere Ende der 60er Jahre an berühmten Theatern in London und Manchester. Darunter mit Engagements in so namhaften Häusern wie dem Royal National Theatre oder dem Royal Shakespeare Theatre. Mit der Royal Shakespeare Company feierte sie große Erfolge und für viele Darstellungen wie "Fiddler on the Roof" oder "Nine" bekam sie herausragende Kritiken. Für "Cabaret" – erhielt sie renommierte Auszeichnungen, Preise und Ehrungen.
Mitte der 70er Jahre wurde sie auch für den Film entdeckt und John Boorman gab ihr die Rolle der May in seinem Science-Fiction Drama Zardoz. 1975 spielte sie an der Seite von Roger Daltrey in Ken Russells Film Lisztomania die Prinzessin Carolyn.
1977 wurde sie für den Australian-Film-Institute-Award in der Kategorie "Best Actress in a Lead Role" für "Break of Day" nominiert.
Trevor Nunn besetzte sie 1986 in der Rolle der Frances Grey, Duchess of Suffolk in seinem Film Lady Jane – Königin für neun Tage.
Sara Kestelmann gilt als bekannte und vielseitige Künstlerin, die nicht nur als Schauspielerin für Film, Fernsehen und Theater arbeitet, sondern auch Videospielen und Hörbüchern ihre Stimme als Synchronsprecherin leiht.
Darüber hinaus gibt sie gerne ihr Wissen in Form von Schauspielkursen an der Central School of Speech and Drama weiter.

## Filmografie (Auswahl)
- 1974: Zardoz (Zardoz)
- 1975: Lisztomania (Lisztomania)
- 1976: Break of Day
- 1986: Lady Jane – Königin für neun Tage (Lady Jane)
- 1996, 2004: Casualty (Fernsehserie, 2 Episode)
- 1998: Inspektor Wexford ermittelt (Ruth Rendell Mysteries, Fernsehserie, 3 Episoden)
- 2000: Anna Karenina (TV-Mini-Serie)
- 2000: Relic Hunter – Die Schatzjägerin (Relic Hunter, Fernsehserie, 1 Episode)
- 2005: Inspector Barnaby (Midsomer Murders, Fernsehserie, 1 Episode)
- 2006: Ex Memoria (Kurzfilm)
- 2014: In The Flesh (TV-Mini-Serie)
- 2014: The Last Sparks of Sundown
- 2017: Kommissar Maigret: Die Tänzerin und die Gräfin (Maigret in Montmartre) (Fernsehfilm)
- 2020: Inside No. 9 (Fernsehserie, 1 Episode)
- 2022: Gentleman Jack (Fernsehserie, 3 Episoden)
- 2023: The Chelsea Dectecive (Fernsehserie, 1 Episode)

## Auszeichnungen
- 1977: AFI-Nominierung in der Kategorie "Best Actress in a Lead Role" für "Break of Day"
- 1994: Clarence-Derwent-Award-Nominierung in der Kategorie "Best Supporting Performance in a Musical" for "Cabaret"
- 1994: Laurence Olivier Theatre Award in der Kategorie "Best Supporting Performance in a Musical" für ihre Darstellung in "Cabaret".
- 2004: Irish-Times-ESB-Award-Nominierung in der Kategorie "Best Actress" für ihre Darstellung in "The Shape of Metal"[2]